# エノーラ・ホームズの事件簿2
『エノーラ・ホームズの事件簿2』（原題: Enola Holmes 2）は、2022年に公開されたイギリスとアメリカ合衆国の合作によるミステリ映画であり、『エノーラ・ホームズの事件簿』の続編。

## キャスト
※括弧内は日本語吹替
- エノーラ・ホームズ - ミリー・ボビー・ブラウン（白石晴香[2]）
- シャーロック・ホームズ - ヘンリー・カヴィル（星野貴紀[2]）
- ユードリア・ホームズ - ヘレナ・ボナム＝カーター（高乃麗[2]）
- レストレード警部 - アディール・アクタル（英語版）（佐々木祐介）
- テュークスベリー子爵 - ルイス・パートリッジ（上村祐翔）
- エディス - スージー・ウォコマ（英語版）（村田遥）
- ミス・トロイ / モリアーティ - シャロン・ダンカン＝ブルースター（英語版）（佐古真弓）
- グレイム警視 - デヴィッド・シューリス（郷田ほづみ）
- ジョン・ワトソン - ヒメーシュ・パテル（森宮隆）

## 評価

### 批評
レビュー・アグリゲーターのRotten Tomatoesでは98件のレビューで支持率は94%、平均点は7.00/10となった。Metacriticでは26件のレビューを基に加重平均値が64/100となった。

### 賞歴
| 映画賞                   | 授賞式        | 部門                                    | 対象                   | 結果       | 出典        |
| ------------------------ | ------------- | --------------------------------------- | ---------------------- | ---------- | ----------- |
| 国際映画音楽批評家協会賞 | 2023年2月23日 | アクション/アドベンチャー映画部門作曲賞 | ダニエル・ペンバートン | ノミネート | [ 5 ] [ 6 ] |